# Eugenia randrianasoloi
Eugenia randrianasoloi är en myrtenväxtart som beskrevs av J.S.Mill.. Eugenia randrianasoloi ingår i släktet Eugenia och familjen myrtenväxter.
Artens utbredningsområde är Madagaskar. Inga underarter finns listade i Catalogue of Life.